# Ђулио Андреоти
Ђулио Андреоти (итал. Giulio Andreotti; Рим, 14. јануар 1919 — Рим, 6. мај 2013) био је италијански политичар, члан центристичке партије Хришћанска демократија, који је три пута био премијер Републике Италије – од 1972. до 1973. године, од 1976. до 1979. и од 1989. до 1992. године. Поред тога, два пута је биран за министра унутрашњих послова (1954. и 1978. године), био је министар одбране (1959 — 1966. и 1974) и министар иностраних послова (1983—1989), а 1991. године је постао доживотни сенатор (итал. Senatore a vita). Радио је као новинар и писац.